# 香奈兒 (電影)
《香奈兒》（英語：Coco Chanel）是2008年的電視電影，由克里斯宣·達蓋伊（Christian Duguay）執導，安里克·梅迪奧里（Enrico Medioli）和里雅·塔弗里（Lea Tafuri）等編劇，莎莉·麥克琳飾演老年時的法國時尚設計先鋒——可可·香奈兒。麥克琳因為本片的演出獲得一項金球獎、一項美國演員工會獎與一項黃金時段艾美獎提名。劇情描述70歲的可可·香奈兒在間隔15年後重新舉辦發表會失利，合作夥伴打算出售品牌，但可可堅持繼續設計新商品，最後在第二季發表會獲得業界肯定。敘事手法上，70歲的可可·香奈兒與青年可可的故事交替進行，主要以70歲可可的敘說和回憶作為轉場。《香奈兒》在華人地區未曾於電視播放，僅台灣天空傳媒股份有限公司於2009年發行繁體中文字幕DVD。

## 劇情

### 第一部分
70歲的可可·香奈兒睽違15年的發表會吸引著巴黎的鎂光燈。馬克招呼著來賓，奧黛念著缺席的老友的電報。馬克走上台階說，他們等不及了。可可還對著一件模特兒身上的外套搖頭。她要了一把剪刀剪破肩膀的布料，扯下外套，馬克和安黛麗不約而同低聲悲鳴。走秀開始了。安黛麗聽到坐前面的女士抱怨太過時。名設計師杜塞面無表情地在本子上寫著什麼。耳語聲中，一位女士搭著男伴的手離開。簡短的掌聲中，客人們起身後陸續離開。可可·香奈兒坐在台階上抽著菸，視線注視著什麼，又好像什麼都沒看見。
「我以為看見了爸爸，結果不是他。」少女嘉柏麗·香奈兒告訴妹妹茱莉。母親過世後，父親把這對姊妹送到修道院唸書，說去美國賺錢，穩定下來後便來接她們。一天嘉柏麗在步行誦經的行列中經過市場，瞥見像父親的男人，又回過頭確認，的確是父親，正跟人推銷東西。「我看見我父親了，我能去看看他嗎？」「好吧，但是快點回來……快點回來。」修女望著嘉柏麗父親的方向，邊倒退著要繼續走，嘉柏麗已滿臉興奮，拉起裙擺往男人跑去。她深吸一口氣然後……沒有喊出聲音，笑容也消失了。男人轉過頭，抱起了身旁女人胳臂裡的嬰兒……。就寢時，妹妹詢問她剛剛去了哪裡。
青年嘉柏麗離開修道院，年齡相仿的姑姑安黛麗介紹自己工作的服飾店裁縫工的工作給她。一天，嘉柏麗揣著店主人德布丹夫人要的衣服到前邊試衣間，協助夫人給一個身材豐腴的女人穿戴好一身繁複華服，但是女人不滿意。「前面往上摺，」嘉柏麗不理夫人的制止，逕自蹲下來摺起女人面前的裙擺，一摺，兩摺，三摺，「後面保持原樣，能讓腿看起來更修長。」女人帶著心滿意足的表情離開，嘉柏麗跟到店裡看到安黛麗正與等待外套的兩位軍官聊著天。第二天，安黛麗興奮地告訴嘉柏麗其中一位軍官邀請她去音樂咖啡廳。「比較帥的那個？」嘉柏麗淡淡地問。「當然是比較帥的那個。」嘉柏麗只顧著繼續整理店裡的衣服。安戴麗懇求道：「妳不去我就不去。」「拜託啦。」
「我是……歌手。」她們一進入音樂咖啡廳，前一天見過的尼克森軍官過來招呼入座。決定獨自活動的嘉柏麗遇上兩位軍官搭訕。當被問到職業，嘉柏麗望著台上賣力演出的歌手，停頓一下回答。軍官們愉快地擁著她到舞台，趕跑女歌手，「下來吧！」「妳上去！」「好了，給點掌聲吧！」。「你知道《可可》這首歌嗎？」嘉柏麗問樂師。「當然。」歌聲中，安黛麗認為「比較不帥」的艾提安中尉與女伴出現在咖啡廳。掌聲還在持續著，艾提安上前攀談，可可用前一天在裁縫店裡艾提安使用的比喻嘲弄他的女伴。之後艾提安藉故到店裡找她被道破。「什麼都瞞不過妳呢，嘉柏麗。或者我該叫妳『可可』？」當她告訴夫人決定離開時，夫人說：「我看過很多像妳這樣的年輕女孩，都沒有好下場。」「妳今天走了，就別想再回來。」「我不指望收到妳的喜帖。」
嘉柏麗靠在行李箱上哭著。退伍的艾提安帶著嘉柏麗到他位於羅亞里爾的莊園，並且從容地拒絕了主動上門的前女友再續舊情的邀請。「有太多原因讓我愛上妳，但最重要的大概是妳從不讓我感到無聊。」當嘉柏麗穿著褲裝騎馬，艾提安對她說。「我喜歡，可是淑女不會戴草帽去馬球場。」當嘉柏麗戴著自己設計的帽子要與艾提安去看馬球時，艾提安抱怨著。「她總是想給人驚喜，但也該適可而止，不是嗎？」當嘉柏麗收到巴黎寄來的材料，興奮地亂丟撞球杆跑下樓時，艾提安希望來訪的朋友鮑伊能附和他。鮑伊說：「你是不是對可可厭倦了？」夏洛特公主的來信詢問、鮑伊的附和，以及其他一件件小事讓嘉柏麗越來越堅定要開一間時尚店。艾提安一開始態度保留，後來直接提出質疑。鮑伊停留羅亞里爾期間，言行間表現得比艾提安更能支持嘉柏麗的想法，鮑伊與嘉柏麗也越來越親近。艾提安害怕失去嘉柏麗，便對鮑伊說自己決定與嘉柏麗結婚。送走鮑伊後，艾提安向嘉柏麗道歉，表達支持她的事業。但是當艾提安的家人來到時，艾提安沒有讓家人與嘉柏麗一同用餐，並且不承認他說過要與嘉柏麗結婚。嘉柏麗決定離開羅亞里爾。
70歲的可可·香奈兒抽著菸，停下來看著年輕的姪女穿著的禮服，忍不住邊批評邊動起手來。去掉了手部、撕掉幾層的裙子，喚人取下白色窗紗當作披肩。「服裝的形狀得由女人的身體來定義，」可可撕掉又一層裙子，順手撫摸姪女的臀部，「特別是像妳這般曼妙的身材。」「女人可能過分裝飾，卻永遠不嫌過分優雅。」「時尚的藝術在於創造幻覺。」

### 第二部分
「我出資本，妳出才能。」青年可可在愛提安巴黎馬爾塞布大道上，位於三樓的公寓開始經營帽子店，生意一直低迷。後來鮑伊上門，出資為可可開新店面時說。看完新店面，鮑伊在可可的公寓前求婚。可可：「我希望我們之間工作和感情分開。」「妳應該更信任我，我不是艾提安。」「至少今天不是。」因為鮑伊發出的邀請函，新店開幕時冠蓋雲集。可可藉由來捧場的朋友認識電影演員桃莉耶小姐，之後進而認識電影的服裝設計師杜塞。杜塞同意由可可負責電影使用的帽子。《美麗朋友》上映後，桃莉耶在片中戴的帽子吸引大量客戶詢問。
到杜維爾度假時，看到海邊推銷貝殼的老人穿的毛衣，可可決定為自己和安黛麗換上質料軟而舒服的毛料休閒服。鮑伊來杜維爾找可可，他們由愜意的散步返回時，卻看到人手一份報紙，頭版是奧匈帝國的斐迪南大公夫婦在波士尼亞·赫塞哥維那首府塞拉耶佛被刺殺。戰爭爆發，鮑伊從軍前囑咐可可遠離巴黎，在杜維爾開店。杜維爾的店就開在名設計師普瓦的店旁。從巴黎來避難的阿曼太太在店裡試穿毛衣後，阿曼先生表示「真是太低俗了。」即使如此可可認為戰爭開始後，有錢女人缺乏女傭，窮女人要工作，她們都將穿著不同以往、舒服且容易穿脫的衣服。可可將醫院剩下的針織衫修改為醫院的制服，並開始為紅十字會工作。一天到布店，布料已被普瓦買光了，可可便用便宜的價格採購沒人買的針織布。阿曼夫人再次來店裡試穿時，不放心地問道：「這是喀什米爾嗎？」「這是針織布，女士，質感差不多，但價錢比較低。」「真的嗎？那我丈夫肯定會很喜歡。」
一天看見俄國的亞麗珊卓女公爵穿著普瓦的作品為哈潑雜誌拍照，可可隨口問道：「她為什麼要工作？」「我猜，最普通的理由，錢和虛榮心。」聽到這個回答她被剛吸進的一口菸狠狠嗆了一口。可可趨前與休息的女公爵攀談，然後進入她的正題：「我想普瓦都讓您留下這些衣服。」「不，他很小氣，所有東西都拿走。」「噢。若是我就不會這麼做，我會讓您留下衣服，您能穿著我的衣服那就是我的榮幸了。」
戰後可可回到巴黎籌備新店面，這段時間挑出了品牌香水的樣本，命名為「香奈兒五號」。亞麗珊卓女公爵來找她，俄國革命後她決定到可可這裡提議自己在店裡做個助手，「相信我，一個王室頭銜總是有用，特別是在……共和國家。」
70歲的可可帶著馬克走進一間咖啡館，馬克剛打擾了她執行在街上走秀的計畫，在街上他說與人家談好的契約約定不可以再發表新品，只能掛名。可可回說她知道他受夠了她，就要棄她而去。坐下來的可可說，一切都是從這裡開始的……。戰後，年輕的可可和鮑伊仍然聚少離多，可可又決定參加安黛麗的婚禮而不出席鮑伊的簽書會。鮑伊與父親大衛爵士見面後，決定與戰爭中喪偶的黛安娜結婚。耶誕節前夕，鮑伊打電話給可可，表達後悔婚姻的決定，希望能與她共度佳節。但是在開車前往可可處的路上鮑伊出車禍過世。鮑伊死後可可設計出了香奈兒的暢銷商品黑色小禮服。也是這個時候，她決定了兩個字母C相交的商標。坐在當年鮑伊告知她婚訊的咖啡館裡，70歲的可可對馬克說，「我绝不能讓跟鮑伊一起做的這一切結束。」
發表會開始前，馬克招呼著來賓，可可為擔任模特兒的奧黛調整珍珠項鍊，穿上外套。音樂響起。走秀結束時，掌聲持續著，設計師緩緩地走下台階……
劇情中提到的事物：
- 可可童年寄住的修道院位於法國科雷茲省一個叫Aubazine的市鎮。
- 德布丹女士的店面
- 巴黎馬爾塞布大道
- 桃莉耶於1912年主演的電影《美麗朋友》（Bel Ami）：改編自法國作家莫泊桑於1885年創作的同名小說，最近的改編電影為2012年上映的同名電影
- 麗茲飯店
- 可可和安黛麗度假、開店的杜維爾（Deauville）是法國一個靠海的小城，至今仍是著名的度假勝地。
- 戰爭開始後，可可在杜維爾採用的針織布（英语：Jersey (fabric)）、針織衫（英语：Jersey (clothing)）。
- 凡爾登戰役：黛安娜的丈夫、兄弟戰爭期間死於凡爾登，可能就在凡爾登戰役中。
- 紅十字會：可可、黛安娜均在戰時參與紅十字會工作。
- 戰後在巴黎開設的店面
- 可可在鮑伊過世後設計的黑色小禮服
- 與普瓦的競爭

## 主要角色
- 芭芭拉·波布洛瓦（斯洛伐克文：Barbora Bobulová） 飾演 青年時的嘉柏麗·可可·香奈爾（Gabrielle Coco Chanel）
- 奥利维·西特吕克（法文：Olivier Sitruk） 飾演 鮑伊·卡柏（Boy Capel）
- 瓦倫蒂娜·洛多彼尼（義大利文：Valentina Lodovini） 飾演 青年時的安黛麗（Adrienne）
- 賽格摩·史迪夫諾（法文：Sagamore Stévenin） 飾演 艾提安·貝森（Etienne Balsan）
- 瑪麗亞·帕爾馬·貝佐歐娜（義大利文：Maria Palma Petruolo） 飾演 奧黛（Odette）
- 丹尼爾·薩弗卡 （義大利文：Daniele Savoca） 飾演 莫利斯·尼克森（Maurice De Nexon）
- 西西·卡塞爾（法文：Cecile Cassel） 飾演 桃莉耶小姐（嘉柏麗·桃莉耶）（Gabrielle Dorziat）
- 瑪琳·德勒泰姆（法文：Marine Delterme） 飾演 艾蜜莉（艾蜜莉·戴隆松）（Émilienne d'Alençon）
- 克莉斯蒂娜·莫利亞 （義大利文：Cristina Moglia）飾演 愛麗絲（Elise，開幕時來店裡的朋友，為可可介紹杜塞）
- 布里吉特·克里斯滕森（義大利文：Brigitt Christensen） 飾演 俄國的亞麗珊卓女公爵、沙皇的表姊妹[注 3]（Grand Duchess Alexandra of Russia）
- Marin Jo Finety
- 梅姬·史迪（英文：Maggie Steed） 飾演 老年時的安黛麗
- 尚-克洛德·德雷福斯（法文：Jean-Claude Dreyfus） 飾演 普瓦·波烈（Paul Poiret）
- 安妮·杜普蕾（法文：Anny Duperey） 飾演 德布丹夫人（Madame Desboutins）
- 茱·里歐內羅 （義大利文：Gea Lionello）飾演 可可的母親
- 科西莫·福斯科（義大利文：Cosimo Fusco） 飾演 可可·香奈爾的父親（艾伯特·香奈爾）
- 瓦倫蒂娜·卡雷路提（義大利文：Valentina Carnelutti） 飾演 泰瑞斯修女（Sister Therese）
- 曼努爾·卡塞里亞（義大利文：Manuel Casella） 飾演 安德列（Andre）
- 弗蘭吉絲卡·卡巴林（義大利文：Francesca Cavallin） 飾演 溫德漢夫人，即黛安娜（Lady Winham, or Diana）
- 卡拉·拉卡索拉（義大利語：Carla Cassola） 飾演 Madre Superiora
- 瓦萊里婭·卡瓦利（義大利文：Valeria Cavalli）飾演 伊莉莎白·杜克羅，或杜克羅大使夫人（Elisabeth Ducrot）
- 阿納多·尼齊（Arnaldo Ninchi） 飾演 大衛爵士（Sir David）
- 麥爾坎·麥道威爾（英文：Malcolm McDowell） 飾演 馬克（Marc Bouchier）
- 莎莉·麥克琳（英文：Shirley MacLaine） 飾演 老年時的可可·香奈爾
- 文森·尼梅司（法文：Vincent Nemeth） 飾演 杜塞（雅克·杜塞）（Jacques Doucet）
- 布里吉特·布歇（法文：Brigitte Boucher） 飾演 羅歇弗爾夫人（Madame de Rochefort）
- 羅莎貝·勞倫蒂·仙樂斯（義大利文：Rosabell Laurenti Sellers） 飾演 童年時的可可·香奈爾
- Alice Cambournac 飾演 法蘭西絲（Francine，出席艾提安宅邸晚宴）
- Robert Dawson

次要角色
- 青年的茱莉香奈爾
- 加拉多娜
- 艾提安巴黎公寓房東
- 來店裡詢問桃莉耶在電影《美麗朋友》裡戴的帽子的女子
- 艾提安宅邸晚宴門房
- 馬歇爾
- 安東尼
- 法院執行人員
- 房屋仲介
- 溫德漢公爵
- 壁紙業務員
- 麗茲飯店門房
- 杜維爾海邊賣貝殼的老人
- 杜維爾客人阿曼（Armand）夫婦
- 大衛爵士宅邸的威廉

## 電視播映
- 美國 Lifetime頻道 2008年9月13日
- 義大利 RAI頻道 2008年10月5日（第一部分）、2008年10月6日（第二部分）
- 瑞士 TSR頻道 2008年11月1日
- 比利時 RTBF頻道 2008年12月13日（第一部分）、2008年12月20日（第二部分）
- 法國 France 2頻道 2008年12月29日（第一部分）、2008年12月30日（第二部分）

## 電影院上映
- 日本 2009年8月8日上映

## 影音光碟發行
- 2009年7月7日在美國發行DVD（區碼1）。
- 2009年9月24日天空傳媒股份有限公司在台灣發行繁體中文字幕DVD
區碼3，解析度720x480，片長1:33:24（第一部分）、1:34:09（第二部分）

## 提名與獲獎

### 金球獎
- 第66屆金球獎最佳迷你影集或電視電影女主角提名（莎莉·麥克琳）[1][2]

### 美國演員工會獎
- 第15屆美國演員工會獎電視電影或迷你影集傑出女演員提名（莎莉·麥克琳）[3]

### 黃金時段艾美獎
- 第61屆黃金時段艾美獎傑出製作電視電影提名（Luca Bernabei，製作人；克里斯宣·達蓋伊，製作人；Carrie Stein，執行製作）[4][5][6]
- 第61屆黃金時段艾美獎迷你影集或電影傑出女主角提名（莎莉·麥克琳）[7][5][6]

### 廣播影評人協會獎
- 第14屆廣播影評人協會獎最佳電視電影提名[8]

### 服裝設計師公會獎
- 第11屆服裝設計師公會獎傑出電視電影與迷你影集提名（Pierre-Yves Gayraud, Stefano De Nardis）

## 外部連結
- 互联网电影数据库（IMDb）上《Coco Chanel》的资料（英文）
- 美國官方網站（英文）